# Shinji Otsuka
Shinji Otsuka (大塚 真司 Otsuka Shinji?), född 29 december 1975, är en japansk tidigare fotbollsspelare.
I april 1995 blev han uttagen i Japans trupp till U20-världsmästerskapet 1995.